# 小林隆夫
小林 隆夫（こばやし たかお、1952年〈昭和27年〉 - ）は、日本の歴史学者。愛知学院大学教授。専門はイギリス外交、東アジア、チベット。
愛知県生まれ。2006年より愛知学院大学の教授を務めている。

## 略歴
- 1952年、愛知県に生まれる[2]。
- 1975年、愛知県立大学外国語学部英米学科を卒業。
- 1982年、愛知学院大学大学院文学研究科歴史学を専攻し、文学の修士号を修得。
- 1984年、愛知学院大学大学院文学研究科歴史学専攻博士課程単位取得後退学。
- 1991年から2002年にかけて愛知学院大学文学部の非常勤講師、中京大学教養部の非常勤講師及び三重短期大学法経科の社会科学専門の近現代史授業の担当を務める。
- 2003年、愛知学院大学で助教授を務める。
- 2006年、愛知学院大学より博士（文学）を取得[1][2][信頼性要検証]。愛知学院大学文学部歴史学科の教授を務める。
- 2007年より、愛知学院大学大学院文学研究科の教授を務めている。

## 著書

### 単著
- 『19世紀イギリス外交と東アジア』彩流社、2012年5月。ISBN 978-4-7791-1782-4。

### 共著
- 『英米の政治外交』国際研究センター〈国際研究センター地域研究叢書 第3巻〉、2005年3月（草間秀三郎らと共著）。
- 『現代アメリカの外交―歴史的展開と地域との諸関係』ミネルヴァ書房、2005年5月。ISBN 4-623-04348-7（松田武らと共著）。
- 『地球時代の南北アメリカと日本』ミネルヴァ書房、2006年11月。ISBN 4-623-04727-X（二村久則らと共著）。

### 寄稿
- 「イギリスの東漸と東アジア」『東アジア世界の近代 1 東アジア近現代通史』和田春樹ほか編、岩波書店、2010年12月。ISBN 978-4-00-011281-9。